# Vilka (přítok Gėgė)
Vilka je řeka na západě Litvy, v okresech Tauragė a Pagėgiai pravý přítok řeky Gėgė.

## Průběh toku
Řeka pramení u vsi Vaitiškė (8 km na západ od okresního města Tauragė) při silnici č. 199 Vainutas - Tauragė. Vytéká směrem východním a tvoří meandrovaný oblouk až do směru západního (přes jižní směr). U vsi Kulmenai na levém břehu stojí hradiště "Kreivėnų piliakalnis" (jinak "Kulmenų piliakalnis"). Kříží železniční trať Pagėgiai - Tauragė - Radviliškis (dvakrát), silnici č. 141 Šilutė - Pagėgiai - Jurbarkas - Kaunas a železniční trať Klaipėda - Šilutė - Pagėgiai - Tilžė. U obce Plaškiai se vlévá do řeky Gėgė 15 km od jejího ústí do ramene delty Němenu Rusnė. Prokopáním kanálu Vilka (nová) spojujícího starou Vilku přes Kamonu do Gėgė, se stala původní Vilka, která byla původně přímým přítokem Gėgė také přítokem Kamony. V jakém vzájemném poměru jsou průtoky těchto větví není známo - je obtížné to určit.

## Přítoky
- Levé:

| Hydrologické pořadí | Řeka    | Délka (km) | Povodí (km²) | Vzdálenost od ústí (km) | Ústí kde | Koordináty ústí |
| ------------------- | ------- | ---------- | ------------ | ----------------------- | -------- | --------------- |
| 10                  | V - 5   | 5,2        | 6,1          | 29,8                    |          |                 |
| 10                  | Kreivė  | 5,3        | 11,8         | 13,5                    |          |                 |
| 10                  | Piktupė | 8,0        | 56,8         | 12,6                    |          |                 |
| 10                  | V - 3   | 3,1        | 4,2          | 9,1                     |          |                 |
| 10                  | V - 1   | 6,5        | 11,0         | 2,0                     |          |                 |

Pravé:
| Hydrologické pořadí | Řeka     | Délka (km) | Povodí (km²) | Vzdálenost od ústí (km) | Ústí kde | Koordináty ústí |
| ------------------- | -------- | ---------- | ------------ | ----------------------- | -------- | --------------- |
| 10                  | V - 12   | 4,0        | 2,6          | 29,6                    |          |                 |
| 10                  | V - 10   | 3,0        | 3,2          | 24,7                    |          |                 |
| 10                  | Kulmena  | 8,9        | 35,1         | 24,6                    |          |                 |
| 10                  | V - 8    | 3,0        | 3,4          | 19,5                    |          |                 |
| 10                  | V - 6    | 8,3        | 8,0          | 18,4                    |          |                 |
|                     | Žardė    |            |              |                         |          |                 |
| 10                  | V - 4    | 5,4        | 5,8          | 14,5                    |          |                 |
| 10                  | Juodupė  | 7,4        | 30,6         | 9,1                     |          |                 |
| 10                  | Kamona   | 21,4       | 110,2        |                         |          |                 |
| 10                  | Kreivutė |            |              |                         |          |                 |